# Opéra de Calgary

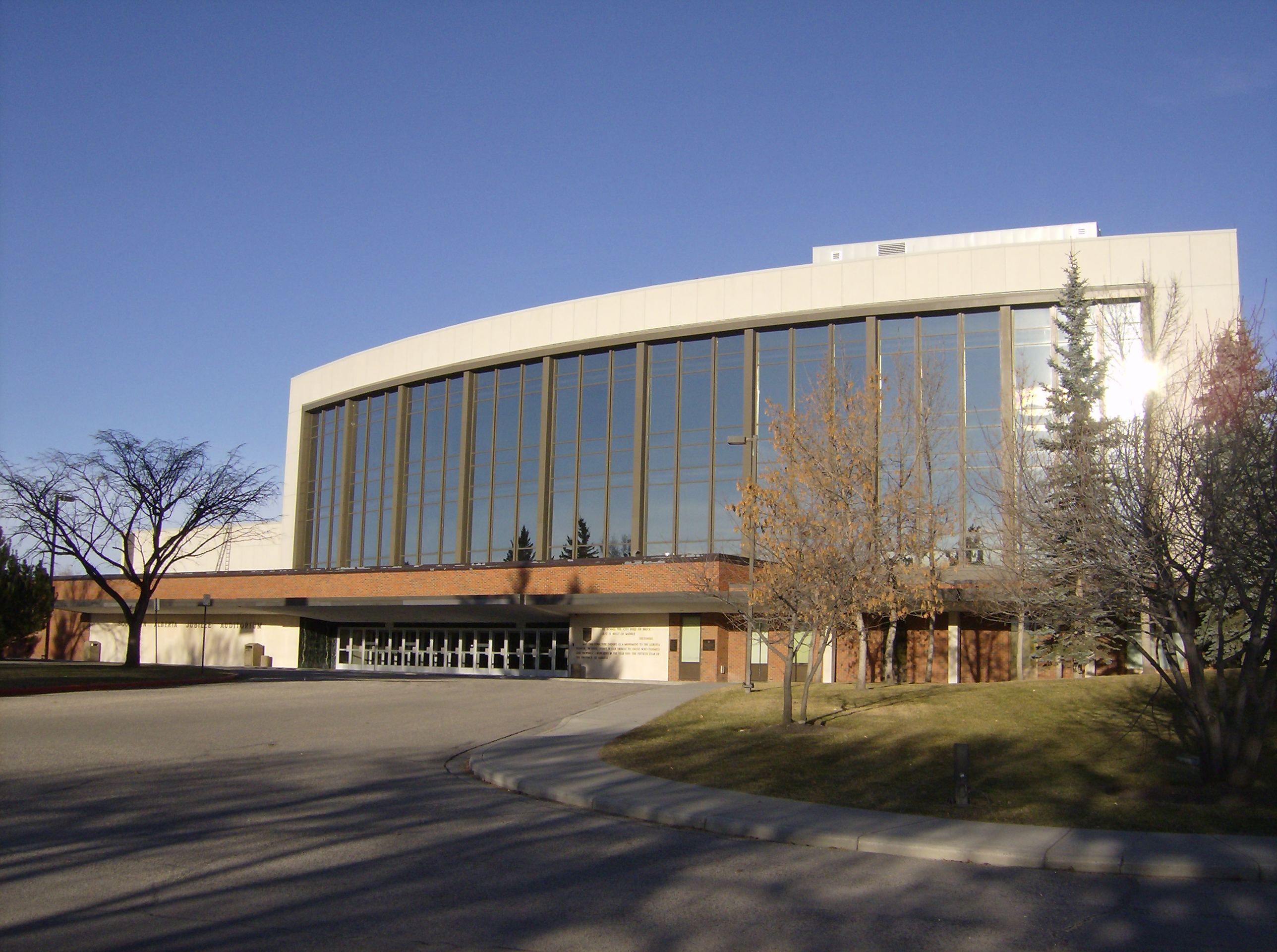
Alberta Jubilee Auditorium.

L’opéra de Calgary (en anglais Calgary Opera) est une compagnie professionnelle lyrique canadienne, installée à Calgary, d'abord connue comme la Southern Alberta Opera Association.
Il joue dans le Southern Alberta Jubilee Auditorium, accompagné par le Calgary Philharmonic Orchestra et le Chœur du même nom. Il organise trois productions annuelles pendant la saison qui va de novembre à mai ainsi qu'un concert ou un récital exceptionnel.

## Liens
- Calgary Opera